# 2026年2月17日日食
2026年2月17日日食是一次日環食，將發生於2026年2月17日（南極洲緊鄰國際日期變更線西側的部分日偏食區域為2月18日，緊鄰國際日期變更線東側的部分日偏食區域為2月16日）。新月當天（即朔日），地球上觀測到月球和太阳的角距離極小，此時月球如果恰好在月球交點附近，穿過太阳和地球之間，與地球、太阳接近一直線，則會出現日食。月球穿過太阳和地球之間，但距地球較遠，本影未能接觸地表，而使偽本影覆蓋的區域內看到月球的角直徑小於太陽，就形成日環食，同時在偽本影兩側數千公里的半影範圍內形成日偏食。此次日環食經過了東部南極洲，日偏食則覆蓋了南極洲絕大部分、南美洲南端、非洲南部。

## 日食概況

### 出現區域
此次日環食發生時，月影偽本影在南極半島南部即將日落時最先接觸地球表面，隨後向南偏西方向移動，劃過喬治五世地西南部、阿黛利地南部、威爾克斯地南部，在威廉二世地和瑪麗皇后地、伊麗莎白公主地交界處附近進入南冰洋，隨後在列斯科夫島東北約210公里的洋面達到最大食分。此後偽本影逐漸轉向東北移動，進入南印度洋，在日落時分結束於赫德島和麥克唐納群島以東、東部南極洲海岸以北的洋面。環食帶覆蓋的南極科學考察站包括意大利和法國合設的康宏站，及蘇聯已停用的沃斯托克1號站（Vostok I）、先鋒站（Pionérskaya）、朱日巴站（Druzhba）。
除了上述狹窄的環食帶內能看到日環食之外，月球半影覆蓋範圍內都能看到日偏食，包括南極洲除靠近新西蘭的部分地區以外的絕大部分、智利南端、阿根廷南端、南乔治亚和南桑威奇群岛、南部非洲中南部、東非南部、赫德島和麥克唐納群島。
月球在其軌道上自西向東轉動，發生日食時，月球在地球表面的陰影也大多自西向東移動，而從地球上看，太阳的西側先被月球遮掩，然後逐漸向東。但此次日食發生在南半球的夏季，地軸南端向太阳方向傾斜，月球偽本影是從晨昏圈最南端附近的區域開始接觸地球的，因而環食帶在南極洲及其附近的一段，以及環食帶南極洲段附近被半影覆蓋、看到日偏食的區域內，月影在地表自東向西移動，地面上看到的太阳東側最先被月球遮掩。一般日食開始於晨線，結束於昏線，即在最先看到日食的地方，日食出現在日出時分，而此次日環食開始和結束均在昏線上，其中南極洲最先看到日環食的地方是夏季白晝很長、甚至出現極晝的高緯度地區。此外，環食帶經過的南極洲和南印度洋洋面均沒有確定使用的時區，僅從地理位置上看，環食帶均位於國際日期變更線以西，日環食發生於2月17日。而對於日偏食區域，南美洲和非洲均在2月17日看到日偏食，南極洲大部分區域在2月17日看到日偏食，緊鄰國際日期變更線西側的日偏食從2月17日子夜前不久開始，在2月18日凌晨結束，緊鄰國際日期變更線東側的日偏食則從2月16日子夜前不久開始，在2月17日凌晨結束。

此次日環食過程中月影在地表移動的動畫

### 基本參數
- 類型：日環食
- 食甚中心處（位於南極洲列斯科夫島東北約210公里的南冰洋）資料：
  - 時間：2026年2月17日12:11:54.1
  - 地點：64°43.0′S 86°45.2′E / 64.7167°S 86.7533°E
  - 食分：0.9630（環食帶內最大）
  - 偽本影寬度：616.6公里
  - 日環食持續時間：2分19.6秒
- 環食最長處資料：
  - 時間：2026年2月17日11:48:16
  - 地點：71°57′S 136°39′E / 71.950°S 136.650°E
  - 偽本影寬度：766.1公里
  - 日環食持續時間：2分20.9秒[6]

## 相關的日食

### 2026-2029年的日食
月球交替位於相對的月球交點時，以半個交點年（食年），即約177天又4小時間隔出現下列日食。
| 日食列表  |           |           |           |           |           |           |           |           |           |           |           |
| 1997-2000 | 2000-2003 | 2004-2007 | 2008-2011 | 2011-2014 | 2015-2018 | 2018-2021 | 2022-2025 | 2026-2029 | 2029-2032 | 2033-2036 | 2036-2039 |

| 升交點                                                         | 升交點                   |          | 降交點                   | 降交點 |
| 沙羅周期                                                       | 地圖                     | 沙羅周期 | 地圖                     |        |
| 121                                                            | 2026年2月17日 環食       | 126      | 2026年8月12日 全食       |        |
| 131                                                            | 2027年2月6日 環食        | 136      | 2027年8月2日 全食        |        |
| 141                                                            | 2028年1月26日 環食       | 146      | 2028年7月22日 全食       |        |
| 151                                                            | 2029年1月14日 偏食（北） | 156      | 2029年7月11日 偏食（南） |        |
| 註：2029年6月12日和2029年12月5日的日偏食屬於下一組交點年系列。 |                          |          |                          |        |

### 沙羅周期
沙羅周期長度為18年11天。本次日食屬於沙羅周期121，共包含71次日食，依次為944年4月25日至1052年6月29日的7次日偏食、1070年7月10日至1809年10月9日的42次日全食、1827年10月20日至1845年10月30日的2次全環食（亦稱混合食）、1863年11月11日至2044年2月28日的11次日環食、2062年3月11日至2206年6月7日的9次日偏食，總共歷時1262.11年。其中最長的全食發生於1629年6月21日，共持續了6分20秒。
下表列舉了1901年至2100年間發生的屬於該周期的日食，是第55至65次：
| 55             | 56             | 57            |
| -------------- | -------------- | ------------- |
| 1917年12月14日 | 1935年12月25日 | 1954年1月5日  |
| 58             | 59             | 60            |
| 1972年1月16日  | 1990年1月26日  | 2008年2月7日  |
| 61             | 62             | 63            |
| 2026年2月17日  | 2044年2月28日  | 2062年3月11日 |
| 64             | 65             |               |
| 2080年3月21日  | 2098年4月1日   |               |

## 資料來源
1. ↑  樊忠玉. . 中国天文科普网.   [2018-01-30]. （原始内容存档于2014-09-17）.
2. 1 2  Fred Espenak. . NASA Eclipse Web Site.   [2018-01-30]. （原始内容存档于2020-10-23）.（英文）
3. ↑  Fred Espenak. . NASA Eclipse Web Site.   [2018-01-30]. （原始内容存档于2020-10-20）.（英文）
4. ↑  Xavier M. Jubier. .   [2018-01-30]. （原始内容存档于2018-01-30）.（法文）（英文）
5. ↑  Fred Espenak. . NASA Eclipse Web Site.   [2018-01-30]. （原始内容存档于2008-08-08）.（英文）
6. ↑  Fred Espenak. . NASA Eclipse Web Site.   [2018-01-30]. （原始内容存档于2020-10-24）.（英文）
7. ↑  Fred Espenak. . NASA Eclipse Web Site.（英文）

## 外部連結
- NASA日食專頁（页面存档备份，存于）（英文）
- 可見區域圖和時間統計：由弗雷德·埃斯佩纳克做出的日食預報，NASA/GSFC
  - Google互動地圖呈現的日食範圍
  - 貝塞爾元素
- Google地圖顯示的日環食和日偏食範圍（页面存档备份，存于）（法文）（英文）

| \| \| 日食 \|                             |                              |                                           |
| 上一次日食： 2025年9月21日日食 （日偏食） | 2026年2月17日日食 （日環食） | 下一次日食： 2026年8月12日日食 （日全食） |
| 上一次日環食： 2024年10月2日日食          | 2026年2月17日日食 （日環食） | 下一次日環食： 2027年2月6日日食           |
|                                           | 日食                         |                                           |